# Płaskowyż Dżawachecki

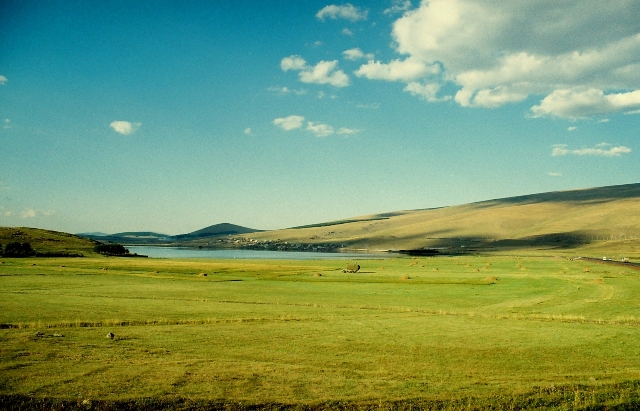
Krajobraz Płaskowyżu Dżawacheckiego

Płaskowyż Dżawachecki (gruz. ჯავახეთის პლატო) – wulkaniczny płaskowyż w regionie Samcche-Dżawachetia w południowej Gruzji, przy jej granicy z Turcją i Armenią. Teren ten jest płaski i bezleśny, porośnięty trawą (step alpejski). Znajdują się na nim również liczne mokradła oraz jeziora (m.in. Parawani, Tabackuri, Chanczali, Madatapa, Chozapini, Saghamo).
Z północy na południe płaskowyż przecina wulkaniczne pasmo Abul-Samsari z najwyższym szczytem Didi Abuli o wysokości 3300 m n.p.m. Zachodni kraniec płaskowyżu stanowi pasmo Gór Dżawacheckich.
Szlaki handlowe łączące Armenię z Bizancjum przechodziły przez obszar Płaskowyżu Dżawacheckiego.